# Kislóc
Kislóc (szlovákul Lovce) község Szlovákiában, a Nyitrai kerület Aranyosmaróti járásában.

## Fekvése
Aranyosmaróttól 8 km-re északra fekszik.

## Története
1323-ban "Vlog" alakban említik először. 1342-ben "Looch", 1343-ban "Wlyugh", 1388-ban "Loch" néven szerepel. Nemesi családok birtoka, majd a hrussói váruradalom része. Később a nagytapolcsányi uradalomhoz tartozott. 1536-ban 4 portája volt. 1601-ben 15 ház állt a településen. 1715-ben 7 adózója volt. 1828-ban 44 házában 278 lakos élt. A 19. században a Keglevich család birtokolta.
Vályi András szerint "LÓCZ. Lovce. Tót falu Bars Várm. földes Ura G. Keglevits Uraság, lakosai katolikusok, és másfélék, fekszik Kis Tapolcsánhoz nem meszsze, mellynek filiája, határja jól termő."
Fényes Elek szerint "Locz (Lowcse), tót falu, Bars vmegyében: 299 kath. lak. F. u. gr. Keglevics János."
A trianoni békeszerződésig Bars vármegye Aranyosmaróti járásához tartozott.

## Népessége
| Év:            | 1994. | 2004.   | 2014.   | 2024.   |
| -------------- | ----- | ------- | ------- | ------- |
| Emberek száma: | 661   | 699     | 661     | 703     |
| Eltérés:       |       | +5,74 % | -5,43 % | +6,35 % |

| Év:            | 2023. | 2024.   |
| -------------- | ----- | ------- |
| Emberek száma: | 704   | 703     |
| Eltérés:       |       | -0,14 % |

1880-ban 282 lakosából 268 szlovák anyanyelvű volt.
1890-ben 329 lakosából 319 szlovák és 6 magyar anyanyelvű volt.
1900-ban 381 lakosából 373 szlovák és 5 magyar anyanyelvű volt.
1910-ben 457 lakosából 446 szlovák és 9 magyar anyanyelvű volt.
1921-ben 458 lakosa mind csehszlovák volt.
1930-ban 498 lakosa mind csehszlovák volt.
1991-ben 610 lakosából 607 szlovák és 2 magyar volt.
2001-ben 692 lakosából 680 szlovák és 2 magyar volt.
2011-ben 684 lakosából 619 szlovák és 1 magyar volt.

## Nevezetességei
- Szent István király tiszteletére szentelt római katolikus temploma 1780-ban épült, a 20. században bővítették.
- Két útkápolnája a 19. század második felében épült, neoklasszicista stílusban.

## Külső hivatkozások
- Községinfó
- Kislóc Szlovákia térképén
- Travelatlas.sk
- E-obce.sk Archiválva 2007. október 31-i dátummal a Wayback Machine-ben